# Chris Catalfo
Christopher Lee „Chris” Catalfo (ur. 14 grudnia 1959 w Rochester) – amerykański zapaśnik w stylu klasycznym. Siódmy zawodnik w wadze do 74 kg na igrzyskach w Los Angeles 1984. Mistrz igrzysk panamerykańskich z 1987 roku i mistrzostw panamerykańskich z 1986 i 1987 roku. Drugie miejsce w Pucharze Świata w 1985. Trzykrotny zdobywca EIWA Champions (1981-83).